# Carlo Beretta
Carlo Beretta detto il Berrettone (Lombardia, 1690 circa – Lombardia, 1765 circa) è stato uno scultore italiano.

## Biografia
Mancano informazioni sicure e precise sulle sue origini.
I suoi primi lavori documentati sono rintracciabili negli Annali della Fabbrica del Duomo di Milano, secondo i quali nel 1716 Carlo Beretta fu impegnato nella cappella di San Giovanni Buono in una serie di sculture. Due anni dopo si attivò per le statue dei santi Adalberto e Ignazio, esterne alla chiesa, terminate nel 1725.
Sempre per lo stesso committente realizzò, assieme al fratello Giovanni Domenico, numerose statue sia per gli interni sia per gli esterni, tra le quali si annoverarono il Martirio di santa Agnese (1750), ispirato da un disegno di Camillo Procaccini e Santa Tecla e i leoni (1754).
Gli ultimi lavori eseguiti per la Fabbrica del Duomo, in base alle notizie documentate, risalirebbero al 1755, quando gli richiesero un rilievo per la portina della cupola, che spinse lo scultore a realizzare una Fuga in Egitto.
Carlo Beretta operò a lungo anche fuori dal capoluogo lombardo, come attestano le notizie sui lavori eseguiti in due tempi distinti a Novara per la Basilica di San Gaudenzio. Mentre i bassorilievi bronzei che ornano l'altare furono antecedenti il 1724, le quattro statue di Santi bronzee installate nello scurolo della chiesa risalirono al 1747.
Le opere relative al Sacro Monte di Orta, invece sono da collocare ad una fase matura dell'artista, e tra di esse si ricordano una Vergine nella parrocchiale, un San Francesco davanti al Sultano e San Francesco che riceve le stigmate che risalirebbero agli anni intorno al 1760. Tutto questo gruppo di opere si caratterizzò per una marcata impronta devozionale e per una persistente tendenza alla narrazione.

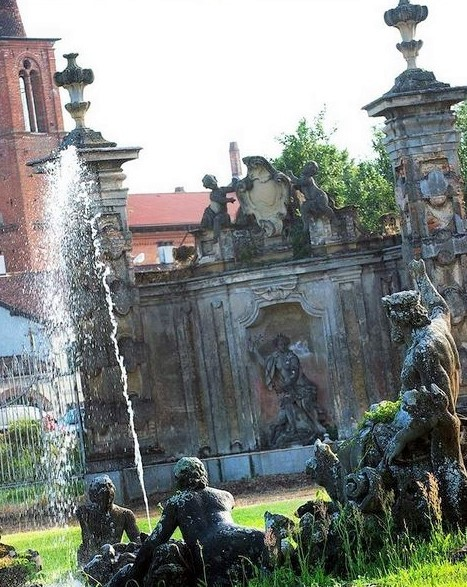
Fontana di Nettuno e Teti, castello di Belgioioso.

tra il 1740 e il 1760 Carlo Beretta realizzò per i Barbiano di Belgioioso gli stucchi e le sculture del salone degli antenati  e la fontana di Nettuno e Teti del castello di Belgioioso.
Se le tendenze di Carlo Beretta, negli anni giovanili subirono la forte influenza di Carlo Francesco Mellone, in seguito si personalizzarono esprimendosi pienamente nella Carità per il Duomo di Milano, ritenuta la sua opera più riuscita, ricca di influssi barocchi fusi con preziosità derivate da Giacomo Serpotta, oltre che di una certa morbidezza plastica.
Beretta riscosse molti consensi durante la sua carriera, tanto da meritare una favorevole citazione negli Annali della Fabbrica del Duomo di Milano (VI.p.163), dove è menzionato come "scultore eccellente "; il Bartoli lo definiva "scultor moderno".
Per un breve periodo ricevette l'aiuto del fratello Giovanni Domenico, che viene menzionato negli Annali della Fabbrica del Duomo di Milano a partire dal 1735; realizzò le statue di San Giovanni Crisostomo (1740) e di un personaggio allegorico avente uno specchio in mano (1747), collocate entrambe all'esterno dell'abside.